# Ampelophaga iyenobu
Ampelophaga iyenobu är en fjärilsart som beskrevs av Holland 1889. Ampelophaga iyenobu ingår i släktet Ampelophaga och familjen svärmare. Inga underarter finns listade i Catalogue of Life.